# Тајна (ТВ серија)
Тајна (шп. El Secreto) је шпанска теленовела продукцијских кућа TVE и Телевиса снимана 2001.
У Србији је приказивана 2004. на Првом програму Радио-телевизије Србије.

## Синопсис
Елена и Хуанхо су у браку већ дужи низ година. Годинама, брак је престао да фукционише, и сада деле само кућу и у друштву изгледају као срећни пар. Хуанхо је тежак човек, женскарош и своју жену види само као украсни предмет. Упркос томе што је просечан лекар, Хуанхо брзо долази до позиције директора болнице, захваљујући свом браку са Еленом.

Доња Глорија Монталбан, удовица Вега је мајка Елене и Мерцедес и један од водећих акционара клинике, јер је основан од стране њеног брата Антонија Монталбан. Након његове смрти, Елена, њена омиљена братаница, наслеђује све акције у клиници, која чини већину. Мерцедес, у међувремену, морала се задовољити мањим наслеђем. Доња Глорија, дама високог друштва, која је веома религиозна и увек опрезана на социјалне конвенције, покушава да наговори своју кћерку Елену да сачува брак, преузиме улогу мајке и супруге и поднесе оставку у болници. Глорија није могла да дозволи да и други брак у породици пропадне. 

Доминантна нота у Мерцедесином животу су љубомора према сестра Елени, она је млађа, лепша од ње, и много богатија од ње. Прави разлог за мржњу лежи у чињеници да јој је сестра „украла“ Хуанха, јединог човек којег је она искрено волела. Мерцедес се ипак касније удаје за Алберта, младог архитекта који је био стрпљив и пун разумевања, али пошто све има своје границе, након осам година брака, разводе се. Елена има и подршку и Канделе, дивне жена која одавнина ради у кући госпође Глорије и која зна велике породичне тајне. Хуанхо је пријатељ и саветник са Оскаром, себичним и амбициозаним човеком који подстиче сујету код свог “пријатеља” како би безусловно добио његово поверење.

Елена и Хуанхо имају троје деце: Вирхинију, Давида и Селију. Вирхинија је најстарија ћерка Хуанха и Елене. Очева је мезимица и веома су сличне природе. Хуанхо је обожава, али само жали што је жена. Он би волео Давида, сина јединца да буде као она, али момак изгледа као његова мајка и не може манипулисати њиме, што изазива сталне свађе између њих. 

На почетку ове приче, Елена упознаје младог и одличаног хирург. Од првог тренутка њих двоје се заљубљују једно у друго, али за Елену та веза је незамислива јер је Фернандо десет година млађи од ње. Убрзо Елена открива да је Фернандо имао аферу са њеном кћерком Вирхинијом. Суочени са овом новом препреком, одлучују да буду само пријатељи ... Међутим, Елена дубоко у себи зна да је он човек који може да јој пружи љубав коју је сањала целог живота ....

## Улоге
| Глумци              | Ликови           |
| ------------------- | ---------------- |
| Лола Форнер         | Елена Вега       |
| Едуардо Капетиљо    | Фернандо Салазар |
| Лорена Бернал       | Ферхинија Серано |
| Мануел Наваро       | Хуанхо Серано    |
| Луис Хача           | Хаиме Буено      |
| Јадира Кариљо       | Лидија           |
| Фернардо Диаз       | Давид Серано     |
| Луис Лоренцо Креспо | Оскар            |
| Вероника Хименез    | Сесилија Серано  |
| Мар Флорес          | Ана Карион       |
| Марија Сантос       | Патрисија        |
| Рафа Кастељон       | Хоакин           |
| Хулијан Наваро      | Габино           |
| Моника Салазар      | Моника Пењалвер  |

## Занимљивости
- Серија представља римејк мексичке теленовеле "Retrato de familia" (1995) коју је произвела Телевиса. Главне улоге су тумачили Елена Рохо, Алфредо Адаме и Јоланда Андраде, а истим редоследом у мексичкој верзији улоге тумачили су Лола Форнер, Едуардо Капетиљо и Лорена Бернал.
- Луис Хача, Лола Форнер и Мануел Наваро неколико година после ове серије сарађивали су поново, овог пута у Мексику, са продуцетом Карлос Морено Лагвиљом, такође једним од продуцената "El secreto", у теленовели "En nombre del amor". И глумац Едуардо Капетиљо имао је гостујућу улогу у овој серији.
- Због доброг пријема код публике, јула 2001. године одлучено је да се снимити и друга сезона. Емитовање је започето на јесен исте године.